# Ruokopuolinen
Ruokopuolinen är en sjö i kommunen Asikkala i landskapet Päijänne-Tavastland i Finland. Arean är 20 hektar och strandlinjen är 3,42 kilometer lång.  Den  ingår i Kymmene älvs huvudavrinningsområde.  Sjön ligger omkring 21 kilometer norr om Lahtis och omkring 120 kilometer norr om Helsingfors. 
I sjön finns öarna Vähäruha och Isoruha. Ruokopuolinen ligger öster om Urajärvi. 